# Coupe d'Irlande du Nord de football 2016-2017
Navigation
Édition précédente Édition suivante
La coupe d'Irlande du Nord de football 2016-2017 est la 137e édition de cette compétition. Elle commence le 19 août 2016 pour se terminer le 6 mai 2017 par la finale disputée à Windsor Park. La compétition est sponsorisée par Tennent's Lager.
Le Glenavon Football Club est le tenant du titre depuis sa victoire en finale en 2016 contre le Linfield Football and Athletic Club. Le vainqueur de la compétition est qualifié pour la Ligue Europa 2017-2018.
Linfield remporte la compétition pour la quarantième fois de son histoire. Le grand club de Belfast bat en finale le Coleraine Football Club sur le score de trois buts à zéro avec un triplé d'Andrew Waterworth.

## Premier tour
Le tirage au sort a lieu le 20 août 2016,. 26 équipes sont exemptes par tirage au sort du premier tour : Ardglass FC, Ards Rangers FC, Ballymoney United, Ballynahinch United, Barn United, Camlough Rovers, Crumlin Star, Donard Hospital, Dromara Village, Drumaness Mills, Dundela FC, Killyleagh Youth, Larne Technical Old Boys, Lisburn Rangers FC, Maiden City, Mossley Young Men FC, Nortel FC, Portstewart FC, Richhill AFC, St Luke's FC, St Mary's Youth FC, Seagoe FC, Short Brothers FC, Strabane Athletic, Tobermore United et Wakehurst FC. 
Maiden City déclare forfait quelques jours après.
| Club recevant             | Score     | Club visiteur             | Date    |
| ------------------------- | --------- | ------------------------- | ------- |
| Newington Youth FC        | 3-2       | Bangor FC                 | 19 août |
| Windmill Stars            | 5-0       | Tullyvallen Rangers       | 19 août |
| 18th Newtownabbey OB      | ?         | Bangor Amateurs           | 20 août |
| Abbey Villa               | 5-0       | Holywood FC               | 20 août |
| Ballynure OB              | 4-1       | Albert Foundry FC         | 20 août |
| Ballywalter Recreation FC | 1-2       | Ardstraw FC               | 20 août |
| Banbridge Rangers         | 4-4 (3-4) | Derriaghy Cricket Club FC | 20 août |
| Bloomfield FC             | 3-4       | Seapatrick FC             | 20 août |
| Brantwood FC              | 3-3 (1-3) | Comber Recreation FC      | 20 août |
| Chimney Corner FC         | 0-5       | Crewe United              | 20 août |
| Coagh United              | 2-1       | Malachians                | 20 août |
| Craigavon City            | 1-6       | Grove United              | 20 août |
| Desertmartin FC           | 2-0       | Newcastle FC              | 20 août |
| Dollingstown FC           | 4-2       | Newbuildings United       | 20 août |
| Donegal Celtic            | 1-3       | Oxford United Stars       | 20 août |
| Downshire Young Men FC    | 4-0       | Rathfern Rangers          | 20 août |
| Dungiven FC               | 1-0       | Saintfield United         | 20 août |
| Dunloy FC                 | ?         | Wellington Recreation FC  | 20 août |
| East Belfast FC           | ?         | Dundonald FC              | 20 août |
| Fivemiletown United       | forfait   | Killymoon Rangers         | 20 août |
| Glebe Rangers             | 4-0       | Iveagh United             | 20 août |
| Islandmagee FC            | 4-1       | Ballymacash Rangers       | 20 août |
| Lisburn Distillery FC     | 4-0       | Rosario YC                | 20 août |
| Limavady United           | 2-0       | Banbridge Town            | 20 août |
| Lurgan Town               | 2-1       | Laurelvale FC             | 20 août |
| Moneyslane FC             | 6-1       | Magherafelt Sky Blues     | 20 août |
| Newry City FC             | 7-0       | Oxford Sunnyside          | 20 août |
| Portaferry Rovers FC      | 2-3       | A.F.C.Silverwood          | 20 août |
| Queen's University        | 14-0      | Dromore Amateurs          | 20 août |
| Rathfriland Rangers       | 3-3 (4-2) | Moyola Park               | 20 août |
| St Patrick's Young Men    | 5-4       | Markethill Swifts         | 20 août |
| Shankill United           | 0-4       | Crumlin United            | 20 août |
| Sirocco Works FC          | 2-2 (4-1) | Hanover FC                | 20 août |
| Sport & Leisure Swifts    | 3-2       | Ballynahinch Olympic      | 20 août |
| Trojans FC                | 3-1       | Immaculata FC             | 20 août |
| UUJ                       | 4-0       | Dungannon Rovers          | 20 août |
| Valley Rangers            | 3-1       | Newtowne FC               | 20 août |
| Sofia Farmer FC           | 2-1       | Lower Maze                | 21 août |

## Deuxième tour
Le tirage au sort se déroule le 22 août 2016. A cause du forfait de Maiden City, une équipe est tirée au sort : c'est Dollingstown FC qui est directement qualifiée pour le troisième tour.
| Club recevant               | Score         | Club visiteur             | Date        |
| --------------------------- | ------------- | ------------------------- | ----------- |
| 18th Newtownabbey OB        | 2-1           | Ballynahinch United       | 1er octobre |
| Abbey Villa FC              | 4-1           | Dungiven FC               | 1er octobre |
| Ards Rangers FC             | 2-0           | Lurgan Town               | 1er octobre |
| Barn United                 | 1-2           | Dundela FC                | 1er octobre |
| Camlough Rovers             | 0-5           | Dromara Village FC        | 1er octobre |
| Coagh United                | 0-0 (2-3)     | Derriaghy Cricket Club FC | 1er octobre |
| Comber Recreation FC        | 5-2           | Ardstraw FC               | 1er octobre |
| Crewe United                | 5-1           | Ardglass FC               | 1er octobre |
| Crumlin Star                | 1-2           | Trojans FC                | 1er octobre |
| Crumlin United              | 2-3           | Ballymoney United         | 1er octobre |
| Downshire Young Men FC      | 2-2 (3-2)     | UUJ FC                    | 1er octobre |
| Fivemiletown United         | 4-1           | Sirocco Works FC          | 1er octobre |
| Glebe Rangers               | 3-2           | AFC Silverwood            | 1er octobre |
| Grove United                | 4-4 (3-1 tab) | Rathfriland Rangers       | 1er octobre |
| Islandmagee FC              | 5-3           | Killyleagh Youth F.C      | 1er octobre |
| Larne Technical Old Boys FC | 1-2           | Wakehurst FC              | 1er octobre |
| Lisburn Rangers             | 4-2           | Ballynure Old Boys FC     | 1er octobre |
| Moneyslane FC               | 0-2           | Portstewart FC            | 1er octobre |
| Mossley FC                  | 1-4           | St Luke's FC              | 1er octobre |
| Newry City                  | 1-3           | Newington FC              | 1er octobre |
| Queen's University FC       | 0-1           | Lisburn Distillery        | 1er octobre |
| Richhill AFC                | forfait       | Nortel FC                 | 1er octobre |
| Seapatrick FC               | 0-2           | Drumaness Mills           | 1er octobre |
| Shorts FC                   | 8-0           | Dunloy FC                 | 1er octobre |
| Sofia Farmer FC             | 2-0           | Limavady United           | 1er octobre |
| Sport & Leisure Swifts      | 2-1           | St. Patrick's FC          | 1er octobre |
| St Mary's Youth Club        | 4-5           | Oxford United Stars       | 1er octobre |
| Strabane Athletic           | 4-5           | East Belfast FC           | 1er octobre |
| Tobermore United            | 6-0           | Desertmartin FC           | 1er octobre |
| Valley Rangers              | 7-0           | Seagoe FC                 | 1er octobre |
| Windmill Stars              | forfait       | Donard Hospital           | 1er octobre |

## Sixième tour
| Club recevant           | Score | Club visiteur    | Date      |
| ----------------------- | ----- | ---------------- | --------- |
| Armagh City             | 0-2   | Glenavon FC      | 4 février |
| Coleraine FC            | 1-0   | Tobermore United | 4 février |
| Crusaders FC            | 2-0   | PSNI             | 4 février |
| Dungannon Swifts        | 4-1   | Dollingstown     | 4 février |
| Harland & Wolff Welders | 1-3   | Ballymena United | 4 février |
| Institute FC            | 0-2   | Linfield FC      | 4 février |
| Loughgall FC            | 1-2   | Portadown FC     | 4 février |
| Warrenpoint Town        | 5-0   | Crewe United     | 4 février |

## Quarts de finale
| Club recevant    | Score     | Club visiteur    | Date   |
| ---------------- | --------- | ---------------- | ------ |
| Ballymena United | 0-4       | Coleraine FC     | 4 mars |
| Crusaders FC     | 0-2       | Linfield FC      | 4 mars |
| Dungannon Swifts | 2-1 a. p. | Warrenpoint Town | 4 mars |
| Portadown FC     | 0-5       | Glenavon FC      | 4 mars |

## Demi-finales
| Demi-finale 1  | Dungannon Swifts | 0-1 | Linfield FC |  |
| 1er avril 2017 |                  |     |             |  |

| Demi-finale 2  | Coleraine FC | 2-1 | Glenavon FC |  |
| 1er avril 2017 |              |     |             |  |

## Finale
| Finale           | Coleraine Football Club | 0 - 3   | Linfield Football Club | Windsor Park           |                        |
| 6 mai 2017 15:30 |                         | (0 - 2) | Waterworth 29e 33e 87e | Arbitrage : K. Kennedy | Arbitrage : K. Kennedy |